# Guitalens-L’Albarède
Guitalens-L’Albarède – miejscowość i gmina we Francji, w regionie Oksytania, w departamencie Tarn.